# Castello di Berceto
Das Castello di Berceto ist die Ruine einer Burg am Nordrand des historischen Zentrums von Berceto in der italienischen Region Emilia-Romagna.

## Geschichte
Die ursprüngliche Burg ließ die Stadt Parma mit der Zustimmung des Bistums Parma 1221 erbauen.
1252 wurde das Gebäude von den Ghibellinen aus Parma mit der Hilfe von Oberto Pallavicino erobert, aber schnell von den Guelfen zurückerobert.
1308 suchten die Rossis und die Melis, Banditen aus Parma von Giberto III. da Corregio, Schutz auf der Burg, wurden aber schnell von den Bürgern Bercetos vertrieben.
1313 griffen die Truppen des Kaisers des Heiligen Römischen Reiches, Heinrichs VII., an und setzten die Siedlung Berceto und ihre Burg in Brand und überließen die Ruinen dem Kardinal Luca Fieschi. 1331 vergab König Johann von Böhmen, der Sohn von Heinrich VII., das Lehen an die Brüder Rolando, Marsilio und Pietro de’ Rossi. Dennoch belehnte die Stadt Parma 1336 Azzo da Corregio mit der Burg; dieser nahm die Burg im Folgejahr mit Hilfe der Scaliger in Besitz und verjagte den Lehensnehmer Rossetto de’ Rossi.
In den folgenden Jahren gelangte die Festung wieder in die Hände der Grafen Rossi und 1413 wurde dort der später bekannte Condottiere Pier Maria II. de’ Rossi geboren. Dennoch wurde die Burg 1420 von den Truppen des Herzogs von Mailand, Filippo Maria Visconti, eingenommen, der die Gemeinde Berceto zwang, sie zu befestigen und wieder mit Munition auszustatten.
1441 erlangte Pier Maria II. de’ Rossi von den Viscontis erneut das Lehen. 1449 verkaufte der Bischof von Parma, Delfino della Pergola, erneut den Besitz in Beceto, aber Francesco I. Sforza bestätigte die Einsetzung der Rossis, die in den folgenden Jahren die Anlage wesentlich ausschmückten und stärker befestigten. Als Pier Maria II. de’ Rossi 1482 starb, erbte sein Sohn Bertrando die Burg, der sich im Krieg der Rossis mit den Sforzas gegen seinen Bruder Guido verbündete und dessen Besitz der Burg zusammen mit dem anderer Burgen im Apennin 1490 durch Ludovico Sforza bestätigt wurde. 1494 beherbergte dort der Graf den König von Frankreich, Karl VIII., und den Herzog von Mailand, Ludovico Sforza, während der Expedition zur Eroberung des Königreichs Neapel und im Folgejahr erneut den König bei seiner Rückkehr, kurz vor der Schlacht bei Fornovo. 1496 hieß Bertrando dort dagegen den Kaiser Maximilian I. willkommen.
Als Bertrando de’ Rossi 1502 starb, erbte sein Enkel Troilo I. de’ Rossi die Burg, die zusammen mit anderen Burgen des Apennin seinem Besitz der Grafschaft San Secondo angeschlossen wurde.
1635 belegte der Herzog von Parma, Odoardo I. Farnese, den Markgrafen Troilo IV. de’ Rossi mit einem Bann und konfiszierte alle seine Besitzungen. 1657 gelang es dessen Bruder Scipione I. mit Hilfe des spanischen Königs Philipp IV. den Herzog Ranuccio II. Farnese, allerdings um den Preis einer sehr hohen Verschuldung, zu überzeugen, das Dekret von 1635 für nichtig zu erklären. In der Folge sah sich der Markgraf 1666 gezwungen, Berceto und die anderen Lehen im Apennin an die herzogliche Liegenschaftsverwaltung zu verkaufen, die 1707 die Burg an die Markgrafen Boscoli vergab und es mit der in Ravarano tauschte. 1736 gelangte die Burg in den Besitz der Grafen Tarasconi Smeraldi, die sie bis zur Abschaffung der feudalen Rechte durch ein Dekret Napoleons im Jahre 1805 behielten. Schon damals aber war ein Teil der Anlage eine Ruine, während der westliche Teil noch unbeschädigt war. In den folgenden Jahrzehnten nahm der Verfall zu und der nicht allzu sehr verfallene Teil der Burg wurde in ein Gefängnis umgebaut, während der Rest der Burg zunehmend den Bewohnern von Berceto als Quelle für Bausteine diente. Sie nutzten die Steinblöcke zum Bau etlicher Wohnhäuser in der Siedlung. Später wurde auch das Gefängnis geschlossen, das Gelände wurde geräumt und dort wurden zunächst ein Friedhof und später ein Fußballfeld und ein Spielplatz angelegt.
2004 wurde mit den ersten Ausgrabungen begonnen, um die Ruinen der alten Festung wieder ans Licht zu bringen, die unrettbar im nördlichen Teil unter angrenzenden Gebäuden begraben waren. Darüber hinaus wurden Rampen und Gehwege angelegt, damit man alle Ruinen sehen kann. Am Ende der langandauernden Arbeiten war die Burg in einen archäologischen Park im Freien verwandelt, der jedoch so stark den Elementen ausgesetzt war, dass 2011 einer der inneren Bögen einstürzte.

## Beschreibung

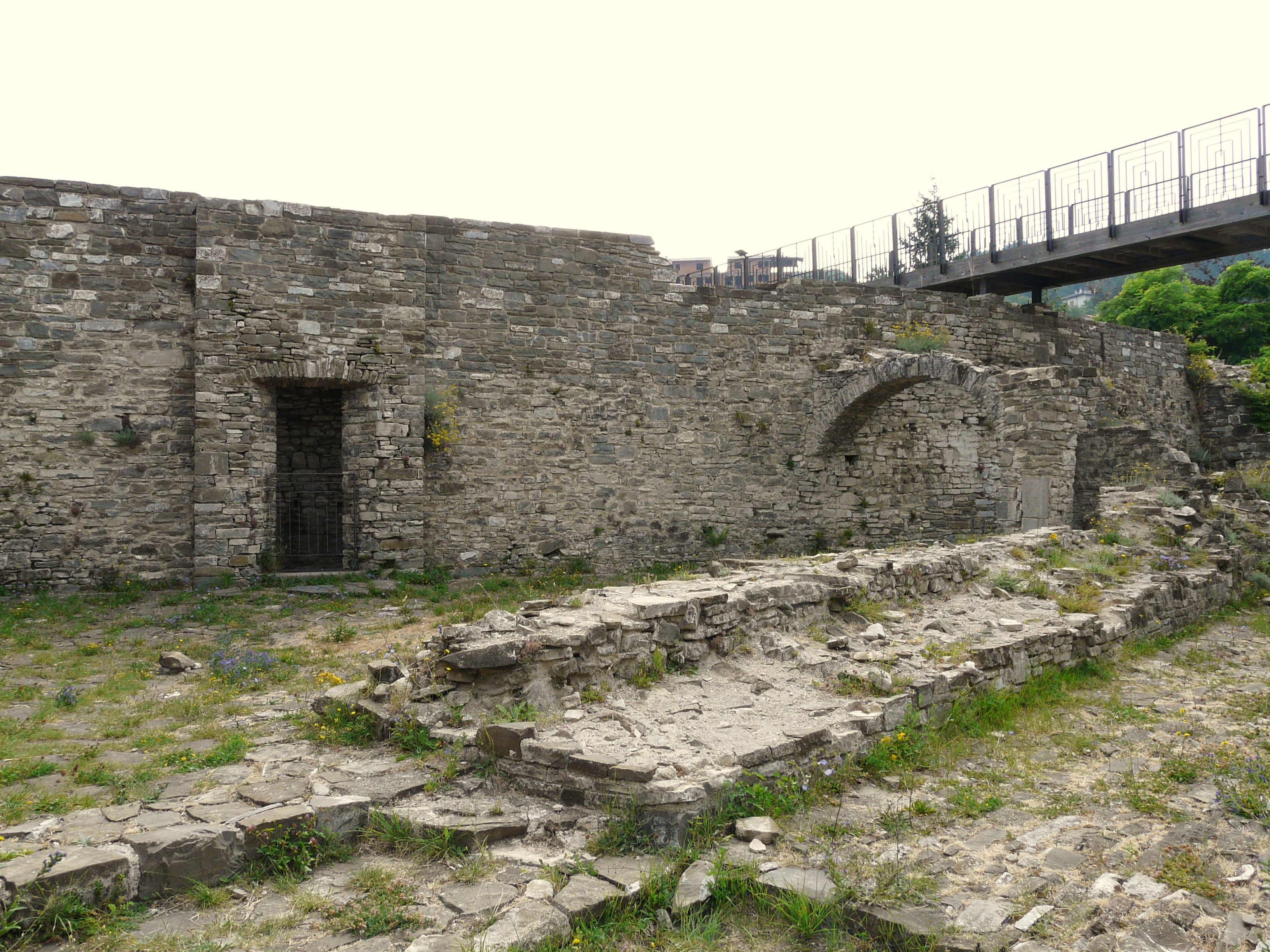
Innenhof

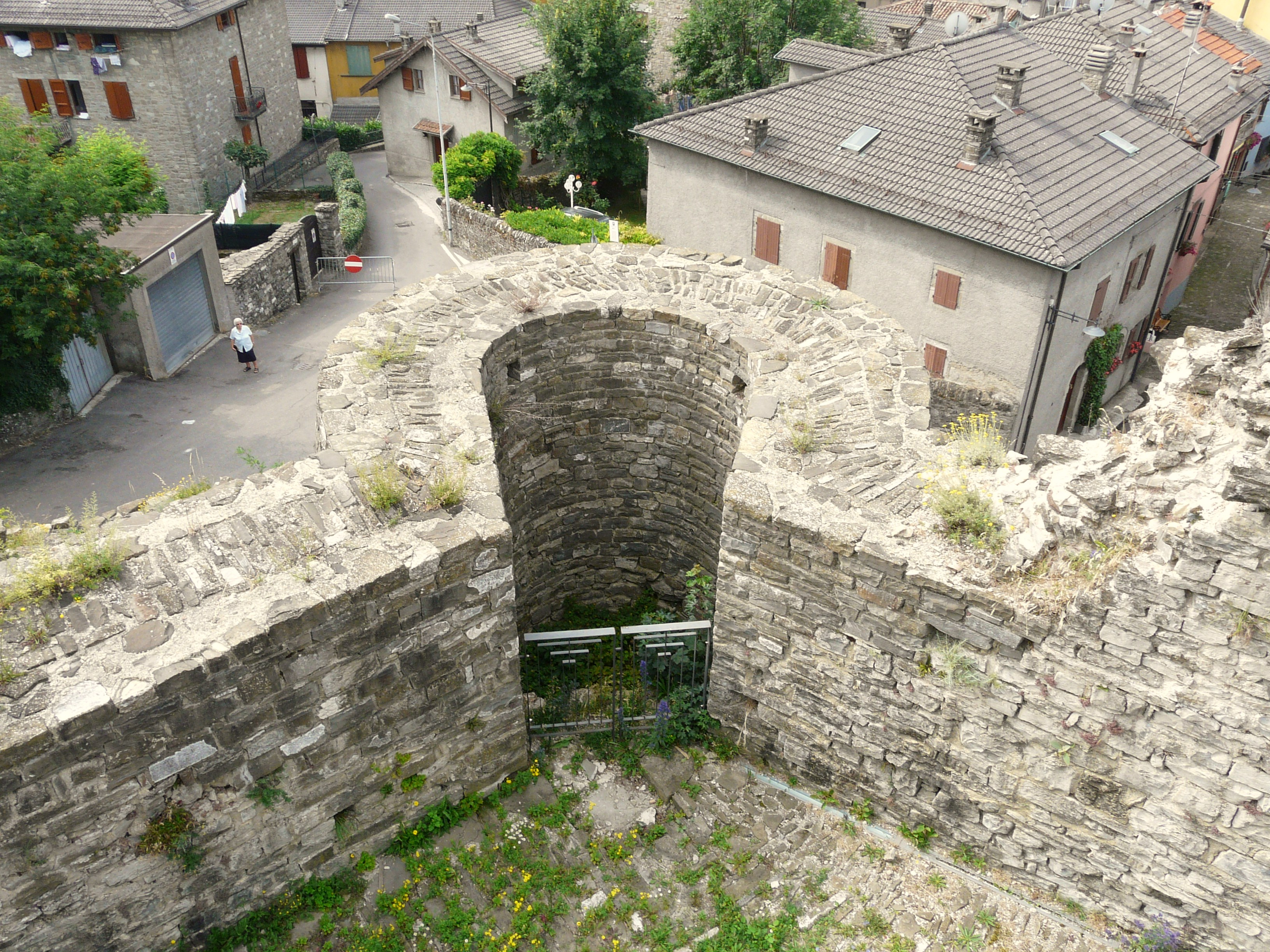
Reste eines der Ecktürme

Die majestätische Burg, von der nur noch Teile der Umfassungsmauer, Spuren der inneren Aufteilung und einige Treppen erhalten geblieben sind, erhebt sich in erhöhter Lage entlang eines Hangs. An den drei Ecken, die von den ursprünglichen vier wieder aufgetaucht sind, kann man die Fundamente der hohen Rundtürme sehen, die dort einst zur Verteidigung der Anlage aufragten.
Die Hauptfassade erhebt sich an der Südseite, zur Siedlung hin. Außermittig und erhöht ist das Zugangstor mit Spitzbogen eingebaut, das man über eine moderne Metalltreppe erreicht, die während der Restaurierungsarbeiten angebracht wurde. Ursprünglich gab es insgesamt vier Eingänge, aber von den anderen blieben nur noch wenige Spuren.
Im Inneren gelangt man in einen kleinen Hof, der auf der Ebene der alten Gefängnisse und der Stallungen liegt. Auf einer Seite erhebt sich ein Treppenzug in Stein, gestützt durch einige Bögen, der heute zu den Gehwegen aus Holz und Metall führt, die über die Ruinen gebaut wurden. So sind die Brunnen, die Umfassungsmauer und das Fundament des majestätischen Bergfrieds zu sehen, der sich in der Mitte der Burg erhob. Die komplexe Aufteilung der Räumlichkeiten ergab sich vermutlich aus den über die Jahrhunderte der Nutzung ausgeführten Änderungen, als die Anlage mit deiner dreifachen Umfassungsmauer umgeben war.